# Ризький технічний університет

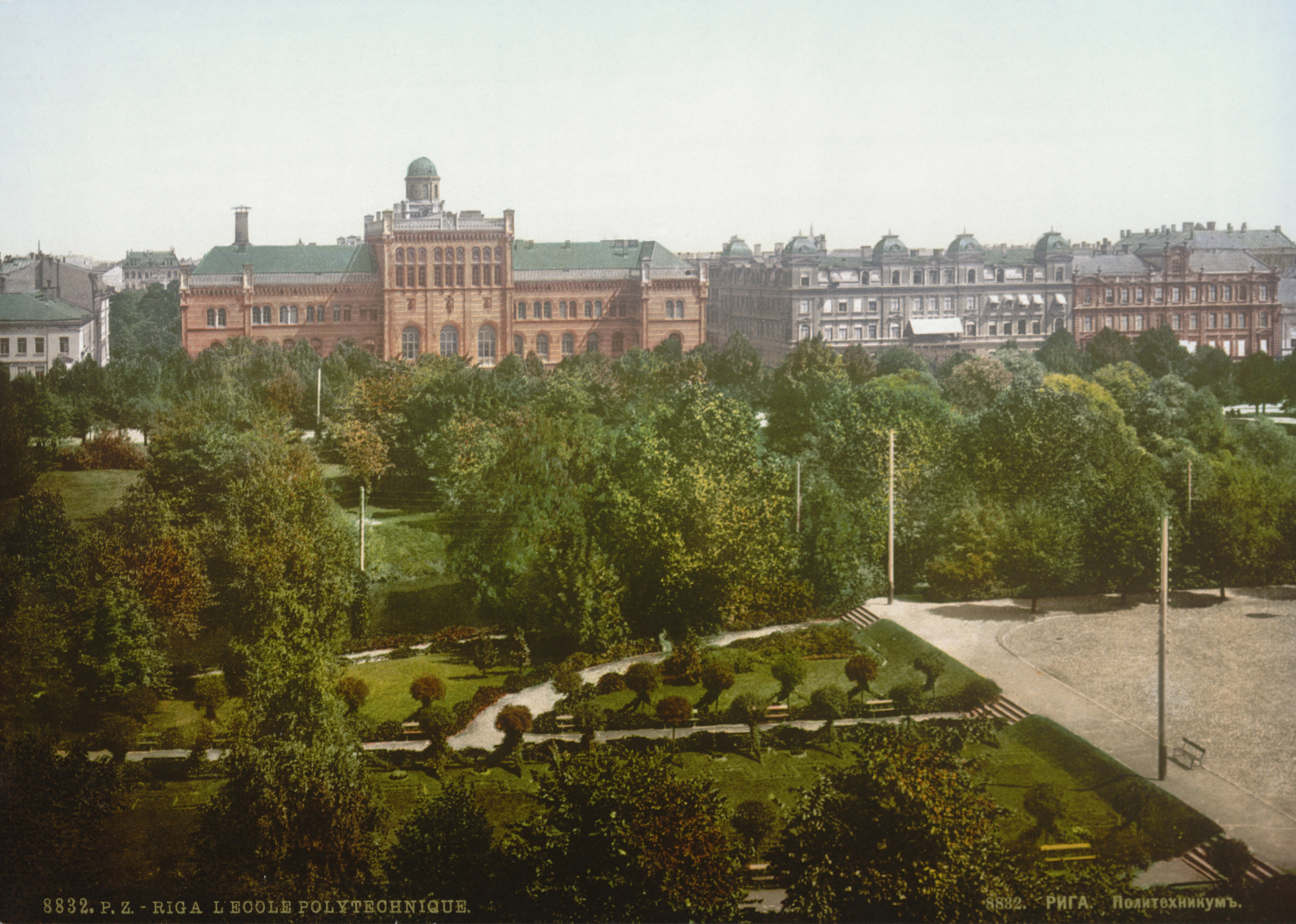
Будівля Університету, 1890–1900 рр.

Ризький технічний університет (латис. Rīgas Tehniskā universitāte, RTU) — найстаріший універсальний технічний університет у Латвії, 9 факультетів якого пропонують повний спектр технічної освіти в галузі інженерних наук.
Сьогодні РТУ має 9 факультетів і є найбільшим технічно орієнтованим університетом Латвії. 2022 року в рейтингу QS EECA University Rankings РТУ посів 57 місце серед найкращих університетів Східної Європи та Центральної Азії.

## Факультети
- Архітектурний факультет
- Факультет електроніки та телекомунікацій
- Факультет технологій електронного навчання та гуманітарних наук
- Факультет електротехніки та інженерії навколишнього середовища
- Факультет комп'ютерних наук та інформаційних технологій
- Інженерно-будівельний факультет
- Факультет інженерної економіки та менеджменту
- Факультет матеріалознавства та прикладної хімії
- Факультет машинобудування, транспорту та авіації

## Філії
- Даугавпілська філія
- Лієпайська філія
- Вентспілська філія
- Цесиська філія

## Історія
- 1862–1896 — Ризький політехнікум
- 1896–1919 — Ризький політехнічний інститут (РПІ)
- 1919–1958 — Технічний факультет Латвійського державного університету
- 1958–1990 — Ризький політехнічний інститут (РПІ)